# Tregole-Nationalpark
Der Tregole-Nationalpark (engl.: Tregole National Park) ist ein Nationalpark im Süden des australischen Bundesstaates Queensland. Er liegt 603 Kilometer westlich von Brisbane und 10 Kilometer südlich von Morven in der Nähe des deutlich größeren Chesterton-Range-Nationalparks.
Der Park am Südende der Chesterton Range liegt an der Nahtstelle der Brigalow-Biosphäre mit der Mulga-Biosphäre und ist ein gutes Beispiel für ein semiarides Ökosystem.
Vor seiner Ausweisung als Nationalpark 1975 wurde das Gebiet als Weideland genutzt.

## Flora
Im Park gibt es die Cadelliabäume, eine Surianaceaegattung, fast in Reinkultur. Diese empfindliche Baumart findet man normalerweise nicht in solch heißem und trockenem Klima.
Daneben wächst auf den Hügeln Mulga und in den Niederungen lichte Poplar-Box-Eukalyptuswälder (Eucalyptus populnea). Brigalow-Akazien findet man auf schweren Lehmböden und die welligen Ebenen sind mit Mitchellgras bewachsen.

## Einrichtungen und Zufahrt
Im Park ist das Zelten nicht gestattet. An der Straße von Morven nach Bollon gibt es jedoch einen Picknickplatz. Dort beginnt ein 2,1 Kilometer langer, angelegter Rundwanderweg, auf dem die Pflanzen mit Schildern bezeichnet sind.
Der Tregole-Nationalpark ist auf dem Warrego Highway (Ausfahrt Morven) zu erreichen. Von dort führt eine schmale, befestigte Straße zum Picknickplatz im Park.